# Cherish (Kool & The Gang)
Cherish is een single van het duo Kool & The Gang uit 1985.
Het een single van het album: "Cherish" uit 1984 van het album "Emergency".

## Hitnotering

### Nederlandse Top 40
| Positie: | 38 | 20 | 13 | 10 | 6 | 5 | 4 | 4 | 4 | 5 | 8 | 12 | 13 | 35 | uit |

### NederlandseMega top 50
| Positie: | 42 | 11 | 8 | 6 | 3 | 3 | 4 | 5 | 6 | 5 | 11 | 27 | 37 | uit |

### VlaamseUltratop 50
| Positie: | 32 | 19 | 10 | 3 | 3 | 3 | 3 | 6 | 7 | 7 | 8 | 20 | 24 | 35 | 36 | uit |

### NPO Radio 2 Top 2000
| Nummer met noteringen in de NPO Radio 2 Top 2000 | '99  | '00  | '01  | '02  |
| ------------------------------------------------ | ---- | ---- | ---- | ---- |
| Cherish                                          | 1391 | 1365 | 1729 | 1998 |

1. ↑  Een vetgedrukt getal geeft de hoogste notering aan.
2. ↑  Deze tabel is bijgewerkt tot en met de laatste editie (2024).